# Bothrops jararacussu
Bothrops jararacussu este o specie de șerpi din genul Bothrops, familia Viperidae, descrisă de Lacerda 1884. A fost clasificată de IUCN ca specie cu risc scăzut. Conform Catalogue of Life specia Bothrops jararacussu nu are subspecii cunoscute.